# Victoriano Taibo
Victoriano Taibo García (Santiago de Compostel·la, 1885-Vigo, 1966) fou un poeta i narrador gallec.
Galleguista de les Irmandades da Fala, la seva obra escrita abraça la poesia, la narració i el periodisme, sempre en defensa de la llengua i la cultura gallegues, activitat que va desenvolupar en el difícil context de la postguerra. Va estudiar magisteri a Compostel·la, on va contactar amb el moviment galleguista que havia aparegut amb el Rexurdimento. Després del silenci durant els anys de la Guerra Civil i d'un exili de quatre anys a Valladolid, imposat per sanció governativa a conseqüència del seu galleguisme, finalment va recalar a Vigo, on va viure fins a la seva mort.
Col·laborador habitual d’O Tío Marcos da Portela i de les principals revistes culturals i periòdics de l'època, tant de l'interior com de l'exili, va estar integrat en l'Institut d'Estudis Històrics del Minho. A més d'aquesta abundant obra escampada en diverses publicacions, Victoriano Taibo va veure editats tres títols de la seva autoria, els poemaris Abrente (1922) i Da vella roseira (1925) i el llibre de narracions Da agra aberta, contos e lêndas (1956), i va deixar inèdit Abicedo, poemas de amor e de suidade. La seva producció lírica es compara amb els trets inicials del treball poètic de Ramón Cabanillas: costumisme, lirisme i lluita. Aquesta labor com a escriptor, per la qual va aconseguir diversos premis i mencions, juntament amb l'activa dedicació a favor de la llengua i de la cultura gallegues, van impulsar el seu ingrés en la Real Academia Galega l'any 1948. El seu discurs es va titular Rosalía de Castro, precursora da fala.
Va ser un decidit defensor de la llengua gallega, que no només va usar majoritàriament en la seva obra sinó que, a més, va estudiar amb tenacitat elaborant un petit tractat de lingüística publicat en fragments en les seves col·laboracions en diversos mitjans i breument resumit en el pròleg de la seva última obra editada (Da agra aberta).